# Saint-Projet-de-Salers
Saint-Projet-de-Salers é uma comuna francesa na região administrativa de Auvérnia-Ródano-Alpes, no departamento de Cantal. Estende-se por uma área de 39,25 km². Em 2010 a comuna tinha 140 habitantes (densidade: 3,6 hab./km²).